# Treponema pallidum
Pour les articles homonymes, voir Tréponème (homonymie).
Espèce
Treponema pallidum le tréponème pâle est une bactérie spirochète, appartenant à la famille des Spirochaetaceae, et au genre des Treponema, découverte en 1905 à Berlin par Fritz Schaudinn et Erich Hoffmann.
Trois sous-espèces existent :
- Treponema pallidum pallidum, responsable de la syphilis vénérienne, infection systémique bactérienne sexuellement transmissible,
- Treponema pallidum endemicum, responsable de la syphilis endémique, créant des lésions destructrices de la peau, des os et du cartilage[1],
- Treponema pallidum pertenue, responsable du pian.

## Origine
La bactérie se serait différenciée il y a 9 000 ans sur le continent américain et s'est répandue avec les échanges intercontinentaux. Une étude de 2024 confirme que l'agent pathogène de la syphilis actuelle dérive d’une souche américaine plus ancienne.

## Identification
La bactérie doit être recherchée dans un frottis du chancre d'inoculation (manifestation clinique constante de la syphilis primaire). On la recherche en microscopie à fond noir : le tréponème pâle apparaît sous la forme de bactéries hélicoïdales, mobiles, aux spires régulièrement espacées, de 6 à 20 µm de long sur 0,18 µm de diamètre.
On pourra s'aider d'autres méthodes de recherche : coloration argentique, immunofluorescence directe. Elles ne sont pas différenciables entre elles ni morphologiquement ni sérologiquement. La culture du tréponème pâle est impossible in vitro.

## Contamination
Treponema pallidum est un parasite obligatoire, strictement humain. 
Treponema pallidum pallidum se transmet par contact sexuel, mais peut également être transmis in utero de la mère au fœtus (syphilis congénitale), par la traversée de la barrière placentaire. La pratique sexuelle en cause détermine le point d'apparition du chancre d'inoculation : il peut ainsi être retrouvé sur la verge, la vulve, les muqueuses anales ou buccales.

Treponema pallidum endemicum peut être transmis par contact avec des muqueuses ou des lésions actives.

Treponema pallidum pertenue peut être transmis par contact avec des lésions cutanées actives.
Les lésions guéries ne sont pas infectieuses.